# デジタルハリウッド
デジタルハリウッド株式会社は、マルチメディアコンテンツ系予備校および大学（後述）を運営する株式会社。通称、デジハリと呼称・表記される。2007年4月より表記は「デジタルハリウッド」で統一されている。

## 概説
文部科学省管轄外である無認可校のクリエイター育成専門スクールを全国拠点（御茶ノ水/渋谷/新宿/吉祥寺/梅田/なんば）と、eラーニングスクール（デジハリ・オンラインスクール）を開校しており、デジタルクリエイターの育成を実施している。また、起業家・エンジニア養成学校として、ジーズアカデミーを全国（東京/福岡）へ展開している。
構造改革特別区域法により、東京都千代田区にデジタルハリウッド大学（2004年にデジタルハリウッド大学院大学として設立、2005年に学部を設置し改称）を設置したことで知られている。2007年において、UCLAとは書面による留学提携の契約を結び、1人の留学生が現地で学んだ。2008年には、本校の"認定留学制度"という制度（本校の協定校以外の大学を自主的に選抜し留学）を使って、1名がUniversity College Londonへと留学した。認定留学の場合も派遣留学（本校の提携校への留学）と同様に、本校の単位は海外での授業における記録や、テストの結果等により職員会議を経て認められる。
現在の卒業生数は累計で9万人。
在学生約4,000名（四年制大学：1,200名、専門職大学院：200名、専門スクール：2,000名、オンラインスクール：600名）
クリエイター（Web、CG、グラフィック、プログラミング等）、ディレクター、プロデューサー育成以外に中国語の語学学校も運営している。
2008年から専門スクールの拠点を減らしており、財務状況は改善した。

## 役員（2025年1月31日現在）[1]
- 代表取締役社長 兼 CEO：春名 啓紀
- 取締役副社長：松原 弘樹
- 取締役会長：吉村 毅
- 取締役 兼 学長：杉山 知之
- 取締役 兼 COO：廻 健二郎
- 取締役（非常勤）：藤井 雅徳
- 取締役（非常勤）：飯田 智紀
- 監査役（非常勤）：大槻 雅文

## 事業内容
- CGやWEBなどのクリエイター養成（デジタルハリウッドスクール）運営
- eラーニングスクール（デジハリ・オンラインスクール）運営
- デジタルハリウッド大学（四年制）運営
- デジタルハリウッド大学院（専門職大学院）運営
- デジタルハリウッド大学院　産学官研究センター運営
- 官公庁、自治体コンサルティング事業
- 企業研修事業（OJT・Off-JT）

## 沿革
- 1994年 - デジタルハリウッド「THE MULTIMEDIA SCHOOL」開校。
- 1995年 - マルチメディア人材派遣会社「株式会社デジタルスケープ」設立。
- 1996年 - デジタルハリウッド「八王子校」開校（その後、横浜校に移転、名称変更）。Webインテグレーション会社「株式会社アイ・エム・ジェイ」設立。デジタルハリウッド「大阪校」開校。
- 1997年 - デジタルハリウッド「横浜校」開校。
- 1998年 - デジタルハリウッド「福岡校」開校。「株式会社九州インターメディア研究所」設立。
- 1999年 - デジタルハリウッド提携校制度開始。ロサンジェルスで開催の世界最大のCGの祭典「SIGGRAPH'99」に初出展。セコムとの共同出資会社「フューチャーインスティテュート株式会社」設立。ネットワークエンジニア人材育成IT研修「THE GLOBAL IT SEMINAR」開始。世界最大の子供向けパソコンスクール「フューチャーキッズ」開校。デジタルハリウッド「渋谷校」開校。
- 2000年 - デジタルハリウッド「京都校」開校。
- 2001年 - デジタルハリウッド「神戸校」開校。
- 2002年 - デジタルハリウッド・パートナーズ発足。デジタルハリウッド「札幌校」開校。
- 2003年 - デジハリ通信科開校。コンテンツ制作会社「デジタルハリウッド・エンタテインメント株式会社」設立。東京本校内に学内インキュベーションセンター「hollywood style」設立。
- 2004年 - デジタルハリウッド大学院開校。
- 2005年 - デジタルハリウッド「秋葉原校」開校。日本経済団体連合会（経団連）に入会。デジタルハリウッド大学開校。デジハリ・オンラインスクール開校。エクステンションスクール開校。
- 2006年 - 「デジハリ秋葉原校」、秋葉原UDXにリニューアル開校。「デジハリ池袋校」開校。デジタルハリウッド大学八王子制作スタジオオープン。
- 2008年 - 「デジハリ秋葉原校」「デジハリ札幌校」閉校（秋葉原校は東京本校へ統合）。　デジタルハリウッド　ランゲージセンター開設（TLI東京中国語センターを運営開始）。　デジタルハリウッド大学　キャリアセンター開設
- 2009年 - デジタルハリウッド大学大学院『こどもラボ』を開設。　企業のWeb人材育成を推進する『デジタルハリウッド ビジネスプログラム（企業研修）』がスタート。　デジタルハリウッド卒業生の研究施設『クリエイティブ・ラボ』を開設
- 2010年 - デジタルハリウッド他3社による「ipad等の電子書籍を活用した教育スタイル創造研究会」発足。　ショートショートフィルムフェスティバルと業務提携。　デジタルハリウッド代表：古賀鉄也が東京ヴェルディの社外取締役に就任。
- 2013年 - 東京本校ならびにデジタルハリウッド大学を御茶ノ水ソラシティアカデミアへ移転。
- 2025年 - ベネッセホールディングスが本企業の全株式をカルチュア・コンビニエンス・クラブから取得買収し、役員体制を変更した[2][3][4]。

## 主な関連会社
- カルチュア・コンビニエンス・クラブ株式会社 - 元親会社[5]
- 株式会社ベネッセホールディングス
- 株式会社デジタルガレージ[5]
- 株式会社アイ・エム・ジェイ
- 株式会社イマジカデジタルスケープ
- DHE株式会社（旧・デジタルハリウッド・エンタテインメント株式会社）
- 株式会社九州インターメディア研究所
- かがわ県民情報サービス株式会社

## 同校出身者
- 瀬尾拡史
- 真島理一郎
- 八十川勝
- 北沢直樹

## 同大学院教授
- 海老根智仁

## テレビ番組
- 日経スペシャル ガイアの夜明け 規制のカベを突き破れ 〜検証! 構造改革特区〜（2004年7月27日、テレビ東京）[6]。- 構造改革特区によってスタートさせた、日本で初めての「株式会社立大学院」を取材。